# 혼조 미치아키라
혼조 미치아키라(일본어: 本庄道章, 1683년 5월 24일 ~ 1725년 9월 3일)는 미노 이와타키 번주, 동국 다카토미 번 초대 번주를 지냈다. 혼조 미치아키로도 불린다.
하타모토 혼조 미치타카의 장남으로 태어났다. 조부는 혼조 미치요시이며 조부 미치요시는 혼조 무네마사의 장남이었다. 미치아키라에게는 혼조 무네스케가 종조부이며 마쓰다이라 스케토시는 종숙부가 된다. 쇼군 도쿠가와 쓰나요시(미치아키라의 내종숙부)의 생모 게이쇼인은 대고모에 해당한다.
|  | 제1대 다카토미 번 번주 (혼조가) 1705년 1709년 ~ 1725년 | 후임 이와타키로 이전 혼조 미치노리 |

|  | 이와타키 번 번주 (혼조가) 1705년 ~ 1709년 | 후임 다카토미로 이전 |